# Robert V. Holi
Robert Vilijam Holi (engl. Robert W. Holley; 28. januar 1922 — 11. februar 1993) je bio američki biohemičar. On je podelio Nobelovu nagradu za fiziologiju i medicinu 1968. (sa Har Gobind Koranom i Maršalom V. Nirenbergom) za opisivanje strukture alaninske transfer RNK, vezivanja DNK u sintezi proteina.
Holi je rođen u Urbani Ilinois, gde je završio srednju školu 1938. Studirao je hemiju na Univerzitet Ilinoisa u Urbana-Šampejnu, diplomirao 1942 i počeo doktorske studije u organskoj hemiji na Kornel univerzitetu. Tokom Drugog svetskog rata Holi je proveo dve godine radeći pod nadzorom profesora Vinsent du Vinoa na Medicinskom koledžu Kornel univerziteta, gde je učestvovao u prvoj hemijskoj sintezi penicilina. Holi je završio svoje doktorske studije 1947.

## Spoljašnje veze
Mediji vezani za članak Robert V. Holi na Vikimedijinoj ostavi